# Іваньо Іван Васильович
Іва́н Васи́льович Іваньо (* 18 червня 1931— † 14 жовтня 1982) — український філософ та філолог, кандидат філософських наук (1967).

## Біографічні дані
1955 року закінчив Ужгородський університет. Від 1959 року — редактор видавництва «Наукова думка»; від 1963-го — працює в Інституті філософії АН УРСР.

## Наукова діяльність
1961 року за сприянням Академії наук України випущена 2-томна збірка творів Сковороди, до якої ввійшли всі відомі на той час твори письменника. Ініціатором видання був Павло Тичина, в редакційній колегії Олександр Білецький, Дмитро Острянин і Павло Попов. Упорядковували томи Ісай Аронович Табачников та Іван Іваньо — розташували твори Сковороди згідно з жанрово-тематичним принципом.

## Наукові праці
Серед його доробку:
- 1961 — «Сковорода Г. С. Твори.»,
- 1965 — «Жанр байки у творчості Г.Сковороди». — РЛ, 1965 р., № 8, с. 24 — 33.
- 1970 — «Володимир Юринець — дослідник мистецтва.», «Філософська думка»,
- 1972 — «Філософія Григорія Сковороди»,
- 1972 — Iwanio I., Szynkaruk W. «Wielki ukraiński hymanista i filozof.»- Studia filozoficzne, 1972, № 11-12, s. 41 — 55.
- 1972 — «Етика Сковороди і філософія Епікура». — «Від Вишенського до Сковороди», К., Наукова думка, 1972 р., с. 125—133.
- 1975 — «Про стиль філософських творів Г.Сковороди» — «Сковорода: 250 років»,
- 1978 — «Сковорода и русская философская культура 18 в.», «Идейные связи прогрессивных мыслителей братских народов в 17 — 18 вв.», К., Наукова думка, 1978 г., с. 145—162.
- 1981 — «Очерк развития эстетической мысли Украины.»,
- 1981 — «Естетична концепція і літературна творчість Феофана Прокоповича». — «Літературна спадщина Київської Русі і українська література 16 — 18 ст.», К., Наукова думка, 1981 р., с. 233—249.
- 1983 — укладач, автор вступної статті і приміток до книги: Григорій Сковорода. Вірші. Пісні. Байки. Діалоги. Трактати. Притчі. Прозові переклади. Листи. — Київ: Наукова думка, 1983. — 542 с (вийшла посмертно)
- 1988 — «Філософія і стиль мислення Григорія Сковороди»,
- «Поетика» Митрофана Довгалевського.